# Кульчицька Ганна Остапівна
Ганна Кульчицька (22 грудня 1929, с. Кульчиці, Самбірський повіт, Львівське воєводство 4 серпня 2025, с. Ралів) — зв'язкова ОУН, політв'язень радянських таборів, поетеса.

## Життєпис
Ганна Кульчицька народилася 22 грудня 1929 року в селі Кульчиці, розташованому в Самбірському повіті Львівського воєводства. Її родина належала до української шляхти: батько, Остап Кульчицький, був музикантом і очолював капелу. Під час Другої світової війни батько трагічно загинув унаслідок вибуху бомби на власному подвір’ї.
Ганна здобувала освіту в Промисловій школі міста Самбір, а потім навчалася в місцевому педагогічному училищі.
Згодом вона стала зв’язковою підпільної мережі ОУН. Її обов’язками були супровід повстанців до сусідніх населених пунктів, транспортування зброї та гранат, які вона ховала під одягом, і підтримка підпільників, що переховувалися в лісах і криївках. Одного разу її оселя стала місцем наради, в якій брав участь Роман Шухевич. Про цей випадок Ганна написала спогади.
У вересні 1947 року Ганну заарештували. Її утримували в Самбірській в’язниці, після чого засудили до 10 років виправно-трудових таборів і позбавили прав на 5 років. Вона відбула покарання у Воркуті, а згодом працювала в селищі Кожва, де брала участь у будівництві залізничних мостів. Пізніше її перевели на Полярний Урал.
Після звільнення у 1956 році Ганна повернулася додому, завершила навчання в Львівському торговельному технікумі та працювала в магазині районного центру. У роки незалежності України вона активно долучалася до громадського життя: брала участь у хорі «Діброва» та діяльності товариства «Союз українок». Також вона видала кілька збірок власних віршів.

### Родина
Син Мирослав, донька Зиновія, четверо внуків.